# Discografia di Anna Tatangelo
La discografia di Anna Tatangelo, cantante italiana, è costituita da otto album in studio, quarantacinque singoli e trentadue video musicali.
Presenta otto partecipazioni al Festival di Sanremo, conquistando una vittoria nella categoria Giovani nel 2002 con il brano Doppiamente fragili, un terzo posto nel 2006 con Essere una donna, ed un secondo posto nel 2008 con Il mio amico.
Ha inciso più di novanta canzoni, tra cui delle cover di successo, come ad esempio Dio come ti amo, Mamma, Anna verrà, Tu sì na cosa grande e tante altre.

## Album in studio
| Anno                                                                          | Titolo | Classifiche | Classifiche |
| Anno                                                                          | Titolo | ITA         | SWI         |
| ----------------------------------------------------------------------------- | --- | ----------- | ----------- |
| 2003                                                                          | Attimo x attimo - Pubblicato: 28 agosto 2003 - Etichetta: EMI - Formato: CD                                                | 68          | —           |
| 2005                                                                          | Ragazza di periferia - Pubblicato: 18 marzo 2005 - Etichetta: G&G, Universal Italia - Formato: CD                          | 15          | —           |
| 2007                                                                          | Mai dire mai - Pubblicato: 2 novembre 2007 - Etichetta: GGD, Sony BMG - Formati: CD, download digitale                     | 6           | —           |
| 2008                                                                          | Nel mondo delle donne - Pubblicato: 28 novembre 2008 - Etichetta: GGD, Sony BMG - Formati: CD, download digitale           | 22          | 88          |
| 2011                                                                          | Progetto B - Pubblicato: 16 febbraio 2011 - Etichetta: GGD, Sony BMG - Formati: CD, download digitale                      | 9           | 65          |
| 2015                                                                          | Libera - Pubblicato: 12 febbraio 2015 - Etichetta: GGD, Sony BMG - Formati: CD, download digitale, streaming               | 19          | —           |
| 2019                                                                          | La fortuna sia con me - Pubblicato: 8 febbraio 2019 - Etichetta: GGD, Sony BMG - Formati: CD, download digitale, streaming | 30          | —           |
| 2021                                                                          | Anna zero - Pubblicato: 28 maggio 2021 - Etichetta: Argentavision - Formati: CD, download digitale, streaming              | —           | —           |
| "—" indica una pubblicazione non classificata o non pubblicata in quel paese. | |             |             |

## Singoli
| Anno                                                                          | Titolo                                                     | Classifiche | Album di provenienza  |
| Anno                                                                          | Titolo                                                     | ITA         | Album di provenienza  |
| ----------------------------------------------------------------------------- | ---------------------------------------------------------- | ----------- | --------------------- |
| 2001                                                                          | Dov'è il coraggio                                          | —           | /                     |
| 2002                                                                          | Doppiamente fragili                                        | 14          | Attimo x attimo       |
| 2002                                                                          | Un nuovo bacio (con Gigi D'Alessio)                        | 8           | Attimo x attimo       |
| 2003                                                                          | Volere volare (con Federico Stragà)                        | 35          | Attimo x attimo       |
| 2003                                                                          | Corri                                                      | 88          | Attimo x attimo       |
| 2003                                                                          | Attimo x attimo                                            | —           | Attimo x attimo       |
| 2004                                                                          | L'amore più grande che c'è                                 | —           | Attimo x attimo       |
| 2005                                                                          | Ragazza di periferia                                       | 15          | Ragazza di periferia  |
| 2005                                                                          | Quando due si lasciano                                     | 18          | Ragazza di periferia  |
| 2005                                                                          | Qualcosa di te                                             | 18          | Ragazza di periferia  |
| 2006                                                                          | Essere una donna                                           | 4           | Ragazza di periferia  |
| 2006                                                                          | Colpo di fulmine                                           | 15          | Ragazza di periferia  |
| 2007                                                                          | Averti qui                                                 | 20          | Mai dire mai          |
| 2007                                                                          | Lo so che finirà                                           | 90          | Mai dire mai          |
| 2008                                                                          | Il mio amico                                               | 14          | Mai dire mai          |
| 2008                                                                          | Mai dire mai                                               | —           | Mai dire mai          |
| 2008                                                                          | Profumo di mamma                                           | 28          | Nel mondo delle donne |
| 2009                                                                          | Rose spezzate                                              | 22          | Nel mondo delle donne |
| 2009                                                                          | Un nuovo sentimento                                        | —           | Nel mondo delle donne |
| 2009                                                                          | Va da lei                                                  | —           | Nel mondo delle donne |
| 2011                                                                          | Bastardo                                                   | 12          | Progetto B            |
| 2011                                                                          | L'aria che respiro (feat. Mario Biondi)                    | 100         | Progetto B            |
| 2011                                                                          | Sensi                                                      | 20          | Progetto B            |
| 2013                                                                          | Occhio x occhio                                            | 54          | Libera                |
| 2014                                                                          | Senza dire che                                             | 39          | Libera                |
| 2014                                                                          | Muchacha                                                   | 59          | Libera                |
| 2015                                                                          | Libera                                                     | 58          | Libera                |
| 2015                                                                          | Inafferrabile                                              | 12          | Libera                |
| 2015                                                                          | Gocce di cristallo                                         | 59          | Libera                |
| 2016                                                                          | 'O core e na femmena (con Gigi D'Alessio)                  | —           | Malaterra             |
| 2016                                                                          | Natale italiano                                            | 38          | /                     |
| 2018                                                                          | Chiedere scusa                                             | 38          | La fortuna sia con me |
| 2018                                                                          | Ragazza di periferia 2.0 (feat. Achille Lauro e Boss Doms) | 40          | La fortuna sia con me |
| 2019                                                                          | Le nostre anime di notte                                   | 75          | La fortuna sia con me |
| 2019                                                                          | Perdona                                                    | —           | La fortuna sia con me |
| 2019                                                                          | Tutto ciò che serve                                        | —           | La fortuna sia con me |
| 2020                                                                          | La fortuna sia con me                                      | —           | La fortuna sia con me |
| 2020                                                                          | Guapo (feat. Geolier)                                      | 84          | Anna zero             |
| 2020                                                                          | Fra me e te (feat. Gemitaiz)                               | —           | Anna zero             |
| 2021                                                                          | Serenata                                                   | —           | Anna zero             |
| 2021                                                                          | Sangria (feat. Beba)                                       | —           | Anna zero             |
| 2024                                                                          | Mantra                                                     | —           | /                     |
| 2025                                                                          | Inferno                                                    | —           | /                     |
| "—" indica una pubblicazione non classificata o non pubblicata in quel paese. |                                                            |             |                       |

## Partecipazioni
Di seguito sono elencate le pubblicazioni in cui Anna Tatangelo ha partecipato almeno con un brano.
- 2002 – Sanremo 2002 (Warner Music) con Doppiamente fragili[3]
- 2003 – Sanremo 2003 (Warner Music) con Volere volare[4]
- 2004 – Quanti amori (album di Gigi D'Alessio) con Il mondo è mio (con Gigi D'Alessio)
- 2005 – Sanremo 2005 (Emi) con Ragazza di periferia[5]
- 2006 – Super Sanremo 2006 (Emi) con Essere una donna[6]
- 2007 – Fair Play Team Compilation (Sony Music) con Averti qui[7]
- 2008 – Super Sanremo 2008 (Sony Music) con Il mio amico[8]
- 2009 – Fortissima 2009 (Sony Music) con Profumo di mamma[9]
- 2009 – Sarabanda (Emi) con Doppiamente fragili[10]
- 2009 – Q.P.G.A. (album di Claudio Baglioni) con Due universi (con Claudio Baglioni)
- 2010 – 3 x te (Sony Music) con Profumo di mamma e Adesso
- 2011 – Speciale Sanremo 2011 (Sony Music) con Bastardo
- 2011 – Nata per unire (Rai Trade) con Mamma
- 2014 – Donne in Musica - Radio Italia (Sony Music) con Essere una donna
- 2015 – Sanremo 2015 con Libera
- 2019 – Sanremo 2019 con Le nostre anime di notte

## Colonne sonore
- 2004 – Il mondo è mio per il film Aladdin
- 2005 – Quando due si lasciano e Dimmi dimmi per il film Troppo belli
- 2016 – Natale italiano per il film Un Natale al Sud

## Video musicali
| Anno | Titolo                                    | Regista/i                            |
| ---- | ----------------------------------------- | ------------------------------------ |
| 2001 | Dov'è il coraggio                         | —                                    |
| 2002 | Un nuovo bacio                            | Gaetano Morbioli                     |
| 2005 | Ragazza di periferia                      | Gaetano Morbioli                     |
| 2005 | Quando due si lasciano                    | Gaetano Morbioli                     |
| 2005 | Qualcosa di te                            | Gaetano Morbioli                     |
| 2006 | Essere una donna                          | Gaetano Morbioli                     |
| 2006 | Colpo di fulmine                          | Gaetano Morbioli                     |
| 2007 | Averti qui                                | Gaetano Morbioli                     |
| 2007 | Lo so che finirà                          | Gaetano Morbioli                     |
| 2008 | Il mio amico                              | Gaetano Morbioli                     |
| 2008 | Profumo di mamma                          | Gaetano Morbioli                     |
| 2009 | Rose spezzate                             | Cosimo Alemà                         |
| 2011 | Bastardo                                  | Luca Tommassini                      |
| 2011 | Sensi                                     | Cosimo Alemà                         |
| 2013 | Occhio per occhio                         | Cosimo Alemà                         |
| 2014 | Senza dire che                            | Gaetano Morbioli                     |
| 2014 | Muchacha                                  | Gaetano Morbioli                     |
| 2015 | Libera                                    | Gaetano Morbioli                     |
| 2015 | Inafferrabile                             | Cosimo Alemà                         |
| 2015 | Gocce di cristallo                        | Cosimo Alemà                         |
| 2015 | 'O core e na femmena (con Gigi D'Alessio) | —                                    |
| 2016 | Natale italiano                           | Federico Marsicano                   |
| 2018 | Chiedere scusa                            | Federico Merlo                       |
| 2018 | Ragazza di periferia 2.0                  | Federico Merlo                       |
| 2019 | Le nostre anime di notte                  | Federico Merlo                       |
| 2019 | Tutto ciò che serve                       | Lorenzo Ambrogio                     |
| 2020 | La fortuna sia con me                     | Cosimo Alemà                         |
| 2020 | Guapo                                     | Lorenzo Ambrogio, Alessandro Mancini |
| 2021 | Serenata                                  | M.I.A.                               |
| 2021 | Sangria                                   | Federico Merlo                       |
| 2024 | Mantra                                    | Filiberto Signorello                 |
| 2025 | Inferno                                   | Filiberto Signorello                 |